# Sean Moore
Sean Moore, celým jménem Sean Anthony Moore, (* 30. července 1968) je velšský bubeník. Narodil se ve městě Pontypool a docházel na školu v Oakdale, kam docházel i jeho bratranec James Dean Bradfield, stejně jako Nicky Wire a Richey Edwards. Trojice (bez Edwardse) založila roku 1986 společně s Milesem Woodwardem rockovou kapelu Manic Street Preachers. Baskytarista Woodward roku 1988 skupinu opustil, jeho nástroj převzal do té doby rytmický kytarista Wire a do skupiny přišel Richey Edwards (rytmická kytara). Rovněž hrál na albu Impossible Princess australské zpěvačky Kylie Minogue. Společně se svou manželkou Rhian, s níž se oženil v roce 2000, má Moore tři děti.